# Amphisbetia bispinosa
Amphisbetia bispinosa är en nässeldjursart som först beskrevs av Gray 1843.  Amphisbetia bispinosa ingår i släktet Amphisbetia och familjen Sertulariidae. Inga underarter finns listade i Catalogue of Life.